# Parafia Chrystusa Dobrego Pasterza w Jesionce
Parafia Chrystusa Dobrego Pasterza w Jesionce – parafia rzymskokatolicka znajdująca się w diecezji łowickiej, w dekanacie Wiskitki. 
Parafia została erygowana 25 marca 1985 roku przez kard. Józefa Glempa, prymasa Polski. Kościół parafialny wzniesiono w latach 1984–1992 według projektu Marka Mierzejewskiego i Pawła Kasprzyckiego.

## Proboszczowie
- ks. dr Jarosław Łękarski (2022–2024)[2]
- ks. dr Roman Sękalski (administrator od 2024)[2]